# Femmes en cage
Pour le film de Gerardo de León sorti en 1971, voir Femmes en cages.
Pour les articles homonymes, voir Caged.
Pour plus de détails, voir Fiche technique et Distribution.
Femmes en cage (titre original : Caged) est un film noir américain du genre Women in prison réalisé par John Cromwell, sorti en 1950.

## Synopsis
Une jeune femme mariée de 19 ans, Marie Allen, se retrouve en prison après une tentative ratée de vol à main armée avec son jeune mari Tom (qui est tué). En prison, elle découvre qu'elle est enceinte de deux mois. Malgré la cruauté de la matonne Evelyn Harper, elle donne naissance à un bébé en bonne santé et veut "temporairement" en accorder la garde à sa mère. Le but est de reprendre le bébé à sa libération. Cependant, sa mère informe Marie que son impitoyable beau-père refuse catégoriquement d'accueillir l'enfant dans sa maison et lui explique qu'elle ne peut se permettre de quitter son compagnon parce qu'elle est trop vieille et trop pauvre. La prison oblige donc Marie à confier définitivement son bébé à l'adoption. Lorsque Marie, qui ne reverra jamais son enfant, sort enfin de prison, elle est devenue une femme dure, compromise avec les criminelles qu'elle a côtoyées et usée par les brimades de gardiennes de prison sadiques.

## Fiche technique
- Titre : Femmes en cage
- Titre original : Caged
- Réalisation : John Cromwell
- Scénario : Virginia Kellogg d'après l'histoire Women Without Men de Virginia Kellogg et Bernard C. Schoenfeld
- Production : Jerry Wald
- Société de production : Warner Bros. Pictures
- Musique : Max Steiner
- Photographie : Carl E. Guthrie
- Montage : Owen Marks
- Direction artistique : Charles H. Clarke
- Pays d'origine : États-Unis
- Format : Noir et blanc - Son : Mono (RCA Sound System)
- Genre : Drame
- Durée : 96 minutes
- Date de sortie : 
  - États-Unis : 19 mai 1950

## Distribution
- Eleanor Parker : Marie Allen
- Agnes Moorehead : Ruth Benton, la directrice
- Hope Emerson : Evelyn Harper, la matonne
- Betty Garde : Kitty Stark
- Jan Sterling : Jeta Kovsky dite "Smoochie"
- Lee Patrick : Elvira Powell
- Ellen Corby : Emma Barber
- Olive Deering : June Roberts
- Gertrude Michael : Georgia Harrison
- Jane Darwell : la surveillante du quartier d'isolement
- Sheila MacRae : Helen (créditée Sheila Stevens)

Acteurs non crédités :
- Edith Evanson : Mlle Barker
- Gertrude Hoffmann : Millie Lewis
- Esther Howard : Grace
- Charles Meredith : le président de la commission de libération conditionnelle
- Queenie Smith : Mme Warren, la mère de Marie

## Distinctions
- Coupe Volpi de la meilleure interprétation féminine à la Mostra de Venise en 1950 pour Eleanor Parker
- Nomination à l'Oscar de la meilleure actrice en 1951 pour Eleanor Parker
- Nomination à l'Oscar de la meilleure actrice dans un second rôle en 1951 pour Hope Emerson
- Nomination à l'Oscar du meilleur scénario original en 1951 pour Virginia Kellogg et Bernard C. Schoenfeld